# Sciurus stramineus
Sciurus stramineus (Вивірка гуяквільська) — вид ссавців, гризунів родини вивіркових (Sciuridae). 

## Поширення
Країни поширення: південно-західний Еквадор, північно-західний Перу. населяє вологі вічнозелені ліси, сухі тропічні ліси і міські райони.

## Морфологія
Вимір чотирьох зразків з Перу: повна довжина 530—590 мм, хвіст довжиною 292—300 мм, задні ступні довжиною 62—63 мм, вуха довжиною 32—39 мм. Вага одного дорослого становила 470 грам. Цей вид має дуже різноманітне забарвлення. 

## Загрози та охорона
Серйозну загрозу для цього виду несе скорочення місць проживання і фрагментація сільським господарством та заготівлею деревини. На вид, як відомо, полюють на їжу. 